# 오마헤케주

오마헤케 주의 위치

오마헤케주(영어: Omaheke)는 나미비아 동부에 위치한 주로, 주도는 고바비스이며 면적은 84,732km2, 인구는 67,496명(2001년 기준)이다. 동쪽으로는 보츠와나와 국경을 맞대고 있고 남쪽으로는 하르다프 주, 서쪽으로는 호마스 주, 북쪽으로는 오초존주파 주와 접하며 7개 선거구로 나뉜다.